# Hong Bi-ra
Hong Bi-ra (* 14. September 1996 in Seoul) ist eine südkoreanische Schauspielerin. Bekannt wurde sie in Beautiful Vampire und Again My Life.

## Leben und Karriere
Hong wurde am 14. September 1996 in Seoul geboren. Ihr Debüt gab sie 2018 in dem Film Beautiful Vampire. Danach spielte sie in Luv Pub mit. 2019 bekam sie eine Rolle in  22 Flower Road. Unter anderem wurde sie für die Serie Hanging On gecastet. Außerdem spielte sie in  Again My Life die Hauptrolle.

## Filmografie (Auswahl)
Filme
- 2018: Beautiful Vampire

Serien
- 2018: Luv Pub
- 2019: 22 Flower Road
- 2020: Hanging On
- 2022: Again My Life
- 2025: Nine Puzzles